# Korean Academy of Film Arts
Die Korean Academy of Film Arts (kurz KAFA, koreanisch 한국영화아카데미 ‚Koreanische Filmakademie‘) ist eine Filmhochschule in Busan in Südkorea. Sie wurde 1984 vom Korean Film Council begründet.
Bis 2018 befand sich die KAFA in Seoul, wurde 2018 allerdings in die südliche Hafenstadt Busan verlegt. Die KAFA bietet die Fächer Filmregie, Animation, Kameraführung und Filmproduktion. Sie genießt hohes Ansehen als Ausbildungsstätte in der Filmindustrie. Die Programme laufen für zwei Jahre und setzen den Fokus auf Praxis in der Industrie, um direkt von erfahrenen Filmemachern zu lernen. Die Studenten nehmen an 21 Projekten teil in verschiedenen Disziplinen wie Regie- und Kameraführung sowie Schnitt und Tonaufnahmen mit Digitalkameras, 16 mm und 35 mm. Letztlich beweisen sich die Studenten im jährlich stattfindenden Korean Academy of Film Arts Festival.
Zu den bekanntesten Absolventen gehören Bong Joon-ho, Choi Dong-hun, Im Sang-soo, Kim Ui-seok (* 1957), Jang Joon-hwan und Hur Jin-ho. Während es sich bei den meisten Abschlussfilmen um Kurzfilme handelt, forciert die KAFA seit 2006 die Produktion von Spielfilmen, die schließlich auf diversen Filmfestivals veröffentlicht werden und in der Vergangenheit einige Preise gewannen. So gewann Kim Ui-seoks (* 1983) Abschlussfilm After My Death auf den Internationalen Filmfestspielen von Busan 2017 den New Currents Award und Han Ka-ram Our Body feierte Weltpremiere auf dem Toronto International Film Festival 2018.